# Girolamo Siciolante da Sermoneta

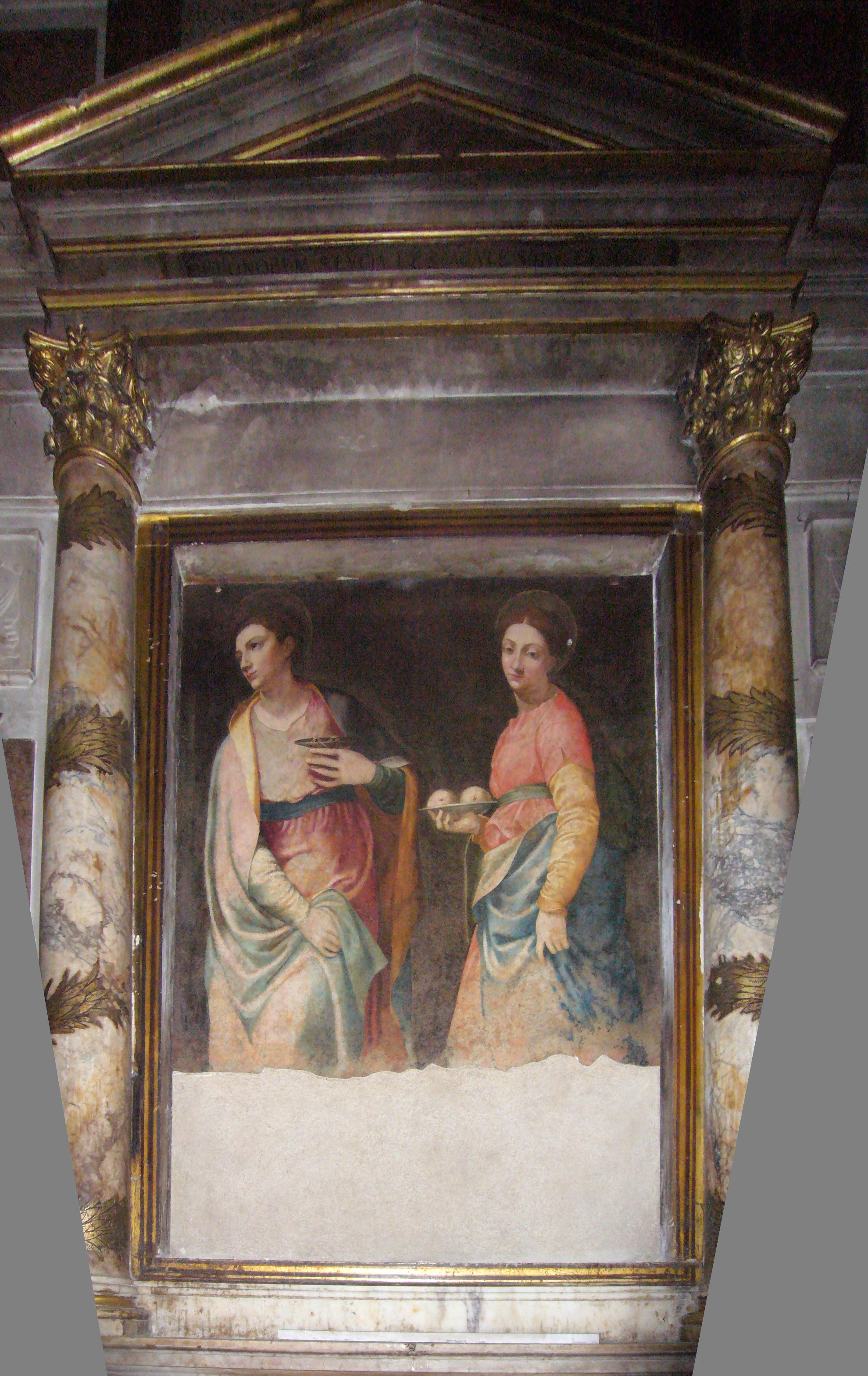
Les saintes Lucie et Agathe, fresque, Basilique de la Minerve.

Girolamo Siciolante da Sermoneta  (Sermoneta, 1521 – 1580 environ) est un peintre italien maniériste et contre-maniériste qui fut actif à Rome au milieu du XVIe siècle.

## Biographie
Girolamo Siciolante fut l'élève de Leonardo da Pistoia.
Sa première œuvre référencée est un retable destiné à  l'abbaye de Valvisciolo, près de Sermoneta.

## Œuvres
- Retable de Valvisciolo, Palazzo Caetani, Rome
- Sacra Famiglia con San Michele (1545-1546), Piacenza
- Sainte Famille, Museum of Fine Arts, Budapest (d'après Perin del Vaga)
- Décoration à Église Saint-Louis-des-Français de Rome
- Annonciation (signée et datée 1571), pour les Capucins de la chiesa della S. S. Concezione, (qui la trouvèrent trop somptueuse), sur la paroi gauche du chœur, et Noli me tangere sur la paroi droite, (2,50 m × 3,50 m)
- Portraits et retable (1573), chapelle Sforza, Basilique Sainte-Marie-Majeure, Rome
- Transfiguration, peinture sur bois, Église Sainte-Marie d'Aracœli, Rome
- Incoronazione della Vergine, Santa  Maria Assunta in Cielo, Pontinia
- Portrait du pape Jules III bénissant,
- Sainte famille et sainte Catherine, musée des beaux-arts de Rennes (attribuée précédemment à Cesare del Francia)
- Résurrection de Lazare, musée du château de Fontainebleau (origine : pillage de Rome par les troupes napoléoniennes en 1802)
- Dessins au département des Arts graphiques du musée du Louvre, Paris
- Déposition du Christ (1560), King's College
- Madonna in trono, San Giacomo Eligio e Martino (1560-1570), église San Eligio dei Ferrari, Rome
- Ensemble de onze toiles (1549-1550) de la chapelle de la Bâtie d'Urfé, Saint-Etienne-le-Molard[2].